# D'Urvillův ostrov
D'Urvillův ostrov (oficiálním názvem Rangitoto ki te Tonga / D'Urville Island) je ostrov v Marlborough Sounds v severní oblasti Jižního ostrova Nového Zélandu. Své jméno získal po francouzském mořeplavci Juleovi Dumontu d'Urvillovi.
Ostrov má rozlohu kolem zhruba 150 km², což z něj dělá 8. největší ostrov Nového Zélandu. Ostrov obývá zhruba 50 lidí. Jejich hlavní obživou je farmaření, rybolov a turismus.
Ostrov dělí od pevniny asi kilometrový průliv, který je známý silnými a nevyzpytatelnými proudy. Průliv lze překonat malým trajektem, která vedle turistů a kol přepravuje i auta. Na ostrově se nachází několik veřejných kempů, které jsou oblíbenou turistickou destinací.